# Congrès de la langue française au Canada
Les Congrès de la langue française au Canada (CLFC), au nombre de trois, ont lieu en 1912, 1937 et 1952. Ils sont suivis d'un quatrième congrès en 1957 qui porte entièrement sur la « refrancisation » du Québec.

## Premier congrès (24-30 juin 1912)
Le Premier Congrès de la langue française au Canada se déroule à l'Université Laval dans la ville de Québec du 24 au 30 juin 1912. Il a pour objet « l'examen des questions que soulèvent la défense, la culture et le développement de la langue et de la littérature françaises au Canada. »

## Deuxième congrès (27 juin-1erjuillet 1937)
Le Deuxième Congrès de la langue française au Canada se déroule à l'Université Laval dans la ville de Québec du 27 juin au 1er juillet 1937. Le thème de ce second Congrès est « L'esprit français au Canada, dans notre langue, dans nos lois, dans nos mœurs ».

## Troisième congrès (18-26 juin 1952)
Le Troisième Congrès de la langue française au Canada se déroule dans les villes de Québec, Montréal et Saint-Hyacinthe, du 18 au 26 juin 1952. Le thème de ce troisième Congrès ambulant est « Conservons notre héritage culturel ».

## Congrès de la refrancisation (21-24 juin 1957)
Le Congrès de la refrancisation se déroule à l'Université Laval dans la ville de Québec du 21 au 24 juin 1957.